# Silver Springs (Alaska)
Silver Springs és una concentració de població designada pel cens dels Estats Units a l'estat d'Alaska. Segons el cens del 2000 tenia 130 habitants.

## Demografia
Segons el cens del 2000, Silver Springs tenia 130 habitants, 46 habitatges, i 35 famílies La densitat de població era de 17,4 habitants/km².
Dels 46 habitatges en un 50% hi vivien nens de menys de 18 anys, en un 69,6% hi vivien parelles casades, en un 4,3% dones solteres, i en un 23,9% no eren unitats familiars. En el 23,9% dels habitatges hi vivien persones soles el 6,5% de les quals corresponia a persones de 65 anys o més que vivien soles. El nombre mitjà de persones vivint en cada habitatge era de 2,83 i el nombre mitjà de persones que vivien en cada família era de 3,34.
Per edats la població es repartia de la següent manera: un 38,5% tenia menys de 18 anys, un 0,8% entre 18 i 24, un 32,3% entre 25 i 44, un 24,6% de 45 a 60 i un 3,8% 65 anys o més.
L'edat mediana era de 35 anys. Per cada 100 dones de 18 o més anys hi havia 116,2 homes.
La renda mediana per habitatge era de 53.750 $ i la renda mediana per família de 74.583 $. Els homes tenien una renda mediana de 55.208 $ mentre que les dones 28.750 $. La renda per capita de la població era de 23.464 $. Aproximadament el 6,9% de les famílies i el 7,4% de la població estaven per davall del llindar de pobresa.

## Poblacions més properes
El següent diagrama mostra les poblacions més properes.